# Toni Edelmann
Toni Edelmann, född 25 oktober 1945 i Fredrikshamn, död 20 oktober 2017 i Lojo, var en finländsk kompositör. Edelmanns  produktion bestod bland annat av musik till många kända poeters texter. Han komponerade musik för film, tv, hörspel och teater, och skapade balett-, kammaropera- och körverk. Edelmann inledde sina studier vid Sibelius-akademin 1968. Först förkovrade han sig i kyrkomusik men bytte sedan till skolmusiklinjen. Han utexaminerades 1972 och blev lektor i musik vid Teaterhögskolan. Edelmann studerade också i Tyskland i slutet av 1970-talet vid Akademie der Künste i Berlin. På 1970-talet ledde han kören Koiton Laulu. Han återgick till tjänsten som lektor i musik vid teaterhögskolan i mitten på 1990-talet. Toni Edelmann var far till skådespelaren och sångaren Samuli Edelmann.